# Leonid Slutsky
Leonid Slutsky é um ex-futebolista e um treinador russo de futebol profissional que comanda atualmente o Hull City.

## Carreira
Como jogador, Slutsky atuava como goleiro, tendo defendido apenas um clube: o Zvezda Gorodishche, em 1989. No ano seguinte, encerrou prematuramente sua carreira, após uma grave lesão no joelho quando, ao tentar resgatar um gato, caiu de uma árvore.
Virou treinador em 2000, comandando o Olimpia Volgogrado. Passou, também, por Uralan Elista, FC Moscou e Krylia Sovetov Samara. Desde outubro de 2009, Slutsky é técnico do CSKA, acumulando a função também na Seleção Russa, quando foi escolhido para substituir o italiano Fabio Capello, em agosto de 2015. Saiu da seleção Russa após a fraca campanha na Euro 2016.

## Títulos
CSKA Moscou
- Premier League Russa: 2012–2013
- Copa da Rússia: 2010-11, 2012-2013
- Supercopa da Rússia: 2013